# Dusona falcator
Dusona falcator là một loài tò vò trong họ Ichneumonidae.